# Gamma Coronae Borealis
Gamma Coronae Borealis (8 Coronae Borealis) é uma estrela na direção da constelação de Corona Borealis. Possui uma ascensão reta de 15h 42m 44.64s e uma declinação de +26° 17′ 43.9″. Sua magnitude aparente é igual a 3.81. Considerando sua distância de 145 anos-luz em relação à Terra, sua magnitude absoluta é igual a 0.57. Pertence à classe espectral A1Vs. É uma estrela variável δ Scuti.